# Cercidia
Cercidia – rodzaj pająków z rodziny krzyżakowatych (Araneidae).

## Systematyka
Rodzaj ten został opisany w 1866 roku przez niemieckiego arachnologa Franza Antona Mengego pod nazwą Cerceis. Ponieważ okazało się, że nazwa ta jest już zajęta przez rodzaj skorupiaków opisany w 1840 roku przez Henriego Milne-Edwardsa, w 1869 roku szwedzki arachnolog Tamerlan Thorell ukuł dla tego rodzaju pająków nową nazwę – Cercidia.

### Podział systematyczny
Do rodzaju tego należą trzy opisane gatunki:
- Cercidia levii Marusik, 1985 – Rosja, Kazachstan
- Cercidia prominens (Westring, 1851) – Rosja, Kazachstan, Iran, Ameryka Północna, Europa
- Cercidia punctigera Simon, 1889 – Indie